# Cases d'estiueig (Palamós)
Les Cases d'estiueig és una obra de Palamós (Baix Empordà) inclosa a l'Inventari del Patrimoni Arquitectònic de Catalunya.

## Descripció
Les dues cases bessones estan situades cara a mar, prop de la platja. És un típic exemple de les primeres vivendes d'estiueig de la costa de finals del XIX i principis del XX.
L'edificació es caracteritza bàsicament per la simplicitat de formes i sistemes constructius. Són dos estatges simètrics d'una sola planta estructurats a partir d'un passadís central amb habitacions a banda i banda. Estan coronats per una balustrada. A la part del davant té una terrassa, el porxo és posterior, i al darrere una petita eixida.
(Actualment, modificació important. Ara és de planta i un pis.)

## Història
Una de les portes mostra la data de 1900. És una de les primeres construccions fetes al paratge de la Fosca. El primer propietari fou el s. Bech.